# William Rankine
 (juillet 2025).
Si vous disposez d'ouvrages ou d'articles de référence ou si vous connaissez des sites web de qualité traitant du thème abordé ici, merci de compléter l'article en donnant les références utiles à sa vérifiabilité et en les liant à la section « Notes et références ».
William John Macquorn Rankine, né le 5 juillet 1820 à Édimbourg et mort le 24 décembre 1872 à Glasgow, est un ingénieur et physicien écossais.
Avec Rudolf Clausius et William Thomson (premier baron Kelvin), il est l'un des pionniers de la thermodynamique, et il élabora une théorie complète de la machine à vapeur, quel que soit le type de moteur. Ses manuels consacrés aux sciences de l'ingénieur et aux applications industrielles firent école pendant plusieurs décennies après leur parution, dans les années 1850 et 1860. À partir de 1840, il publia plusieurs centaines d'articles et de communications sur des questions techniques et scientifiques, manifestant une grande variété de centres d'intérêt, allant de la botanique, la théorie musicale et la théorie des nombres lorsqu'il était jeune, jusqu'aux principales branches de la science, des mathématiques et de l'ingénierie. C'était en outre un chanteur, pianiste et violoncelliste amateur, qui composait lui-même des chansons humoristiques. Il mourut célibataire.

## Jeunesse
William John Macquorn Rankine naît le 5 juillet 1820 à Édimbourg.
Fils du lieutenant de l'armée britannique David Rankine et de Barbara Grahame, d'extraction bourgeoise, William Rankine reçut ses premières leçons à la maison ; par la suite, il put fréquenter Ayr Academy (en) (1828-1829) et, pour peu de temps, la High School of Glasgow (1830). Vers 1830, sa famille déménagea à Édimbourg, où il fréquenta en 1834 la Military and Naval Academy sous la direction du mathématicien George Lees. Comme il manifestait déjà les meilleures dispositions pour les mathématiques, son oncle lui offrit un exemplaire en latin des Principia de Newton.
En 1836, Rankine se consacra à une multitude de disciplines scientifiques à l'Université d'Édimbourg, parmi lesquelles l'histoire naturelle (sous la direction de Robert Jameson) et la philosophie naturelle (sous la direction de James David Forbes). Forbes lui fit décerner des récompenses pour ses essais sur la mise en évidence du caractère ondulatoire de la lumière. Pendant ses vacances, il aidait son père, devenu depuis 1830 directeur puis, par la suite, directeur financier et ingénieur de l'Edinburgh and Dalkeith Railway, société chargée de l'approvisionnement en charbon de la capitale de l'Écosse alors en pleine croissance. Il quitta l'Université d'Édimbourg en 1838 sans aucun diplôme (ce qui était alors assez courant) et, peut-être à cause des difficultés financières de sa famille, devint apprenti chez John Benjamin Macneill, géomètre expert pour le compte de l'Irish Railway Commission. Au cours de son tutorat, il mit au point une technique de tracé en plan des voies appelée depuis « méthode graphique de Rankine », laquelle exploite au mieux les propriétés du théodolite, améliore substantiellement la précision du tracé et contribue à augmenter la productivité des dessinateurs. À vrai dire, cette technique était déjà utilisée par d'autres bureaux d'étude, de sorte que dans les années 1860, une polémique de priorité éclata entre Rankine et ses devanciers.
Pour Rankine, l'année 1842 marqua le début de ses tentatives de donner à la science naissante de la chaleur une forme mathématique, mais le manque de mesures expérimentales freina ses efforts. Lors de la visite de la reine Victoria en Écosse, il organisa un grand feu de joie au sommet de Arthur's Seat, alimenté par un courant d'air chaud insufflé à travers le combustible. Ce bûcher donnait le signal pour déclencher l'allumage d'une série d'autres feux de joie à travers toute l'Écosse.
Rankine fut professeur royal de génie civil et de mécanique de l'Université de Glasgow de novembre 1855 jusqu'à sa mort en décembre 1872, poursuivant ses recherches scientifiques dans diverses directions, tant en génie civil qu'en génie mécanique.
Rankine joua un rôle décisif dans la formation du 2d Lanarkshire Rifle Corps, formés de volontaires de l'Université de Glasgow en juillet 1859, devenant commandant en 1860 après qu'elle fut devenue la 1re compagnie du 2d Bataillon, 1er Lanarkshire Rifle Volunteer Corps. Il y servit jusqu'en 1864, mais renonça devant le travail occasionné par ses diverses recherches, la plupart consacrées à l'architecture navale.

## Œuvre scientifique

### Thermodynamique
Sans se laisser décourager, il reprit ses recherches sur les principes mécaniques du moteur thermique. Bien que sa théorie de tourbillons de fluides élastiques, dont les rayons s'adaptent spontanément à la géométrie de la chambre de combustion, paraisse aujourd'hui fantaisiste, dès 1849, Rankine était parvenu à établir la relation entre la pression de vapeur saturante et la température. L'année suivante, il utilisa sa théorie pour former les relations liant la température, la pression et la densité des gaz, et exprimer la chaleur latente d'évaporation d'un liquide. Il fit la prédiction surprenante (mais confirmée empiriquement par la suite) que la chaleur spécifique apparente de la vapeur saturante est négative.
Par la suite, il entreprit de calculer le rendement des moteurs thermiques, s'appuyant sur sa théorie des chaleurs spécifiques pour établir le principe selon lequel le rendement maximum d'un moteur thermique ne dépend que des températures des deux sources grâce auxquelles il fonctionne. Bien que le médecin allemand Rudolf Clausius et le physicien William Thomson eussent déjà formulé ce résultat, Rankine affirma que son énoncé s'appuyait exclusivement sur l'hypothèse des tourbillons moléculaires, sans recourir à la théorie de Carnot ni à aucune autre hypothèse supplémentaire. Ce travail constitue le premier jalon de la théorie « thermodynamique » de Rankine.
Ensuite, Rankine reformula les résultats de sa théorie moléculaire en les fondant sur une théorie macroscopique de l'énergie et de ses différentes formes : il distingua « l'énergie réelle », celle qui se dissipe dans les processus dynamiques, de l'énergie potentielle, qui la remplace dans l'équation de bilan. Il supposait que la somme de ces deux énergies demeurait constante, une idée certes déjà présente (mais depuis peu de temps) dans la loi de conservation de l'énergie de Joule. À partir de 1854, il fit un usage croissant de sa « fonction thermodynamique », dont il réalisa par la suite qu'elle n'était pas différente de l'entropie au sens de Clausius. Vers 1855, Rankine avait formulé une « science de l'énergétique » qui présentait la dynamique  comme une science de l'énergie et de ses différentes transformations, plutôt qu'en termes de force et de mouvement. Cette théorie connut son heure de gloire dans les années 1890.
L'énergétique ouvrait à Rankine une alternative, plus générale, pour présenter ses résultats, si bien que, dès le milieu des années 1850, les allusions aux tourbillons moléculaires se firent plus rares dans ses écrits. Il prétendit toutefois que l'électromagnétisme de Maxwell n'était qu'une extension de son modèle tourbillonnaire. Plus tard, en 1864, il s'opposa aux théories microscopiques de Clausius et James Clerk Maxwell, fondées sur les vibrations atomiques linéaires, comme inadaptées : il ne devait reconnaître le succès de ces théories rivales des siennes qu'en 1869. Son propre modèle de l'atome était alors devenu pratiquement identique à celui de Thomson.
En tant que professeur des sciences de l'ingénieur, il appliquait ses propres théories à l'obtention de résultats utilisables dans l'industrie et à la recherche de leurs principes physiques :
- Les relations de Rankine-Hugoniot régissent le comportement des ondes de choc perpendiculaire au front fluide incident. Elles tirent leur nom de Rankine et de l'officier d'artillerie Pierre-Henri Hugoniot ;
- Le cycle de Rankine est un modèle théorique du fonctionnement d'un moteur thermique idéal muni d'un condenseur. Comme pour les autres cycles thermodynamiques, l'efficacité maximum du cycle de Rankine s'obtient en calculant l'efficacité maximum du cycle de Carnot ;
- Propriétés de la vapeur d'eau, des gaz et des vapeurs.

L'histoire des machines tournantes est une longue série d'allers-retours entre théorie et pratique. Rankine produisit sa première théorie de la toupie en 1869, mais, son modèle étant incomplet, il conclut qu'on ne pouvait atteindre les vitesses supercritiques.

### Recherche sur la fatigue des métaux

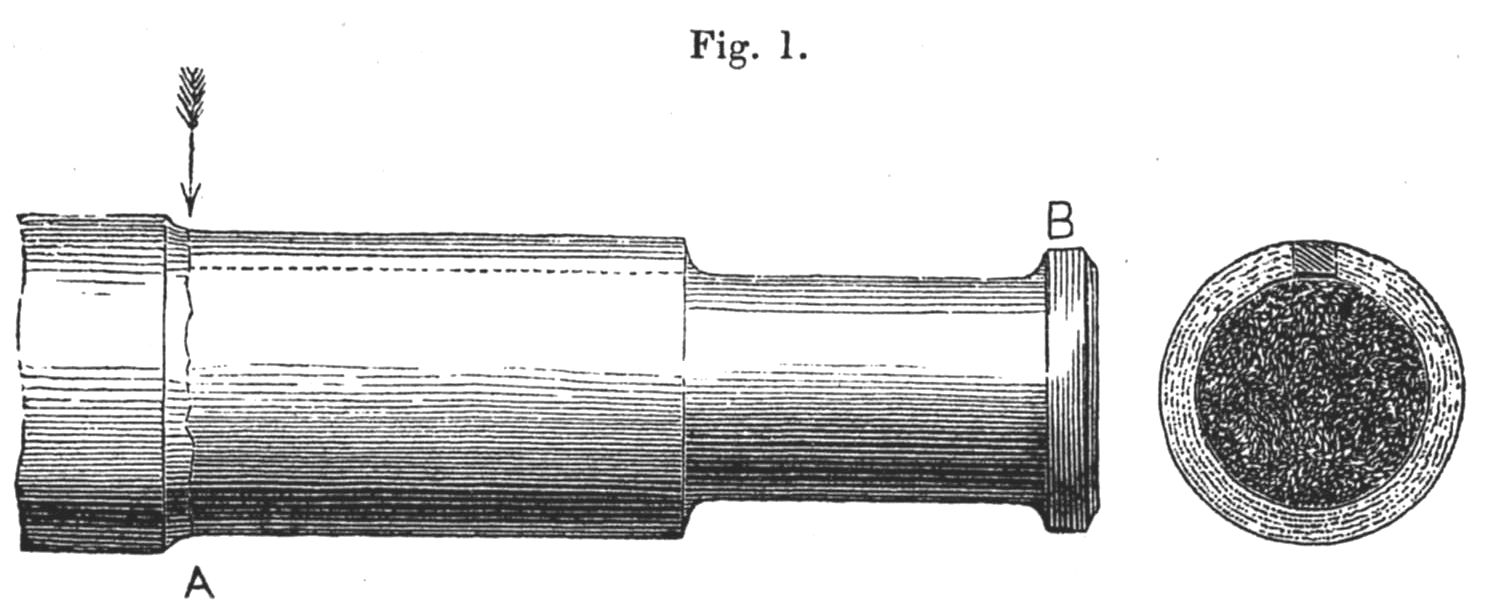
Croquis d'une fissure de fatigue sur un pivot, 1843.

Rankine fut l'un des premiers ingénieurs à affirmer que la ruine par fatigue des arbres des bogies de train trouvait son origine dans l'apparition (« amorçage ») et la croissance de fissures. Au début des années 1840, il se mit à examiner plusieurs arbres cassés, et démontra que ces pivots se rompaient par progression d'une fissure depuis un épaulement ou une zone de concentration de contrainte de la pièce. Il était probable que l'un des bogies de tête d'une des locomotives impliquées dans la catastrophe ferroviaire de Meudon (8 mai 1842) se soit rompu de cette façon. Rankine présenta ses conclusions dans un article communiqué à l'Institution of Civil Engineers. Toutefois cette étude passa inaperçue, plusieurs ingénieurs persistant à croire que l'application d'un champ de contrainte entraînait une « recristallisation » du métal. Cette théorie de la recristallisation, erronée, devait continuer à freiner les recherches jusqu'à la publication des travaux de William Fairbairn quelques années plus tard.

### Génie civil
Les contributions nombreuses de Rankine concernent :
- le calcul des structures ;
- la mécanique des sols, avec un apport fondamental à la théorie des équilibres limites de poussée et de butée pour analyser la stabilité des murs de soutènement (équilibres de Rankine « actif » et « passif »).

### Génie naval

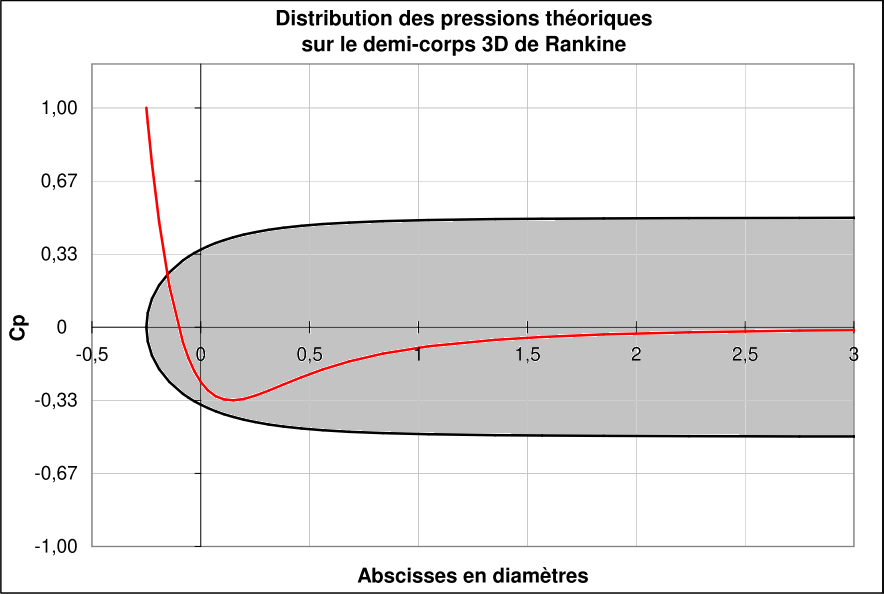
Coefficients de pression sur un demi corps 3D de Rankine.

Rankine travailla en étroite collaboration avec les chantiers navals Clyde shipbuilders et, avec son ami et collaborateur de longue date James Robert Napier (en), fit de l'architecture navale une science de l'ingénieur à part entière. Avec William Thomson et d'autres, Rankine fut membre de la commission d'enquête pour le naufrage du HMS Captain (1869).
- Le solide de Rankine (image ci-contre) est un corps profilé hydrodynamiquement dont la forme est définie mathématiquement : le savant écossais en a mené l'étude par la méthode des potentiels complexes.

## Récompenses
- Sociétaire de la Royal Scottish Society of Arts ;
- Membre associé de the Institution of Civil Engineers ;
- Membre de la Royal Society of Edinburgh, (1850) ;
- Membre de la Royal Society of London, (1853) ;
- Médaille Keith de la Royal Society of Edinburgh, (1854) ;
- LL.D. de Trinity College, (1857).

## Postérité
- L'échelle thermométrique Rankine qui transpose les degrés Fahrenheit en échelle thermométrique absolue ;
- Le cratère Rankine (en), un modeste cratère d'impact près du rebord oriental du disque lunaire, a été baptisé ainsi en son honneur.

## Principaux écrits

### Livres
- Manual of Applied Mechanics, (1858);
- Manual of the Steam Engine and Other Prime Movers, (1859);
- Manual of Civil Engineering, (1861);
- Shipbuilding, theoretical and practical,(1866);
- Manual of Machinery and Millwork, (1869).

### Articles
- Mechanical Action of Heat, (1850), conférence lue à la the Royal Society of Edinburgh
- General Law of Transformation of Energy, (1853), conférence lue à la Glasgow Philosophical Society
- On the Thermodynamic Theory of Waves of Finite Longitudinal Disturbance, (1869)
- Outlines of the Science of Energetics, publiés dans les Proceedings of the Philosophical Society of Glasgow en 1855

### Sources bibliographiques
- Stephen Timoshenko, History of strength of materials, McGraw-Hill Book Co., 1953 (réimpr. 1983, éd. Dover), 452 p., p. 197-202
- Lionel T. C. Rolt, Victorian Engineering, Penguin Books, 1970 (réimpr. 1974, 1988), 300 p. (ISBN 0-14-016745-5), p. 246-247